# Windows Live Onecare
Windows Live Onecare, i marknadsföringssyfte skrivet Windows Live OneCare, var ett säkerhetsprogram från Microsoft Corporation avsett att skydda mot hackers, spioner, virus och andra hot mot datorn. Windows Live Onecare fick dock en del kritik för att den inte hittade virus särskilt effektivt.
I slutet av 2008 meddelade Microsofts att Live Onecare skulle ersätts av en liknande men något förenklad produkt vid namn Microsoft Security Essentials, som till skillnad från Windows Live Onecare skulle vara helt gratis.

## Nedläggning
I juni 2009 lades Live Onecare ner. Den 23 juni släppte Microsoft en betaversion av Microsoft Security Essentials och den 29 september släpptes den första färdiga versionen.

### Fotnoter
1. ↑  Richard Thurston (6 februari 2007). ”Microsoft's own antivirus fails to secure Vista” (på engelska). cnet. http://news.cnet.com/Microsofts-own-antivirus-fails-to-secure-Vista/2100-7355_3-6156733.html.
2. ↑  Gregg Keizer (1 mars 2007). ”Microsoft's OneCare takes last place in anti-virus evaluation” (på engelska). Computerworld. http://www.computerworld.com/s/article/9012078/Microsoft_s_OneCare_takes_last_place_in_anti_virus_evaluation.
3. ↑  Joel Åsblom (19 november 2008). ”Säkerhetsexperten: Alla borde ta efter Microsoft”. Computer Sweden. http://computersweden.idg.se/2.2683/1.193937/sakerhetsexperten-alla-borde-ta-efter-microsoft.